# Stronnictwo Narodowo-Demokratyczne (1991-2001)
De Nationaal-Democratische Partij (SND) (Pools: Stronnictwo Narodowo-Demokratyczne) was een conservatief-nationalistische politieke partij gedurende de jaren negentig in Polen. De partij baseerde zich op het ideologische erfgoed van de vooroorlogse nationaaldemocratie zoals die werd belichaamd door de gelijknamige partij (1897-1919), de Volks-Nationale Unie (ZLN) (1919-1928) en de Nationale Partij (SN) (1928-1947). 

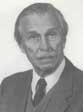
Zamoyski

De partij werd opgericht op 14 april 1991 en formeel geregistreerd op 23 mei van dat jaar. Voorzitter werd de edelman en oorlogsheld Jan Tomasz Zamoyski. De SND nam onder de naam "Nationaal Kiescomité" deel van de verkiezingen van 1991, maar behaalde slechts 2102 (= 0,02%) stemmen. Wel werd Zamoyski bij diezelfde verkiezingen in de Senaat verkozen. In juni 1992 besloot de in Londen gevestigde SN in ballingschap zichzelf op te heffen en zowel haar organisatie als haar vermogen aan de SND over te dragen. In 1996 trad ook de SN-Ojczyzna (een afsplitsing van de SN van Maciej Giertych) tot de SND toe.
Gedurende de jaren negentig heeft de SND zich steeds ingespannen de versplinterde rechtse partijen in één christelijk-agrarisch-nationalistisch blok te verenigen. Hiertoe nam de partij onder meer deel aan de Alliantie van de 11e November. In 1996 was de SND medeoprichter van de brede rechtse coalitie Verkiezingsactie Solidariteit (AWS), maar nam aan de verkiezingen van 1997 deel op de lijst van de Poolse Volkspartij, zonder overigens zetels te bemachtigen. Op 19 december 1999 vond er een informele fusie plaats van de SND met de SN van Maciej en Roman Giertych. In 2001 werd deze fusie alsnog officieel, toen beide partijen opgingen in de Liga van Poolse Gezinnen (LPR).